# Nguyễn Quảng Tuân
Nguyễn Quảng Tuân (Chữ Nôm : 阮廣詢) est un écrivain, poète et chercheur vietnamien né le 11 juin 1925 dans le village de Yen Man, quartier de Giang Vo (aujourd'hui district de Québec Vo) (province de Bắc Ninh, Indochine française (Tonkin)) et mort le 20 mai 2019.

## Biographie
Nguyễn Quảng Tuân, né le 11 juin 1925, encore élève à l’époque au Lycée du Protectorat (connu sous le nom de Trường Bưởi), a eu ses poèmes publiés dans les journaux tels que Tia sáng (Éclair) et Thời sự Chủ nhật (Actualités du Dimanche). Il a aussi écrit en vers le Tiếng địch sông Ô (Le son d’une flute sur la Rivière Ô), une tragédie qui s’est jouée en deux fois : la première fois en deux soirées 4 et 5 mai 1946 au Théâtre municipal de Hà Nội et les deux autres soirées, 23 et 24 mai 1940 au Théâtre provincial de Hà Tĩnh. À partir de 1949, professeur du Collège Ngô Quyền à Hải Phòng, il a fait publier, en 1953, le Chu Mạnh Trinh và Thanh Tâm Tài Nhân thi tập (Chu Mạnh Trinh et ses poèmes composés d’après les vingt chapitres du roman Kim Vân Kiều de Thanh Tâm Tài Nhân). Depuis, il s’est consacré à l’étude du Poème Kiều de Nguyễn Du. À partir de 1955, au moment de sa promotion en tant que Directeur du Collège Duy Tân à Phan Rang, il a fait imprimer successivement la collection de Giảng văn (Littérature expliquée) - de la classe 6 à la classe 12 - en même temps que le Giản yếu chính tả tự vị (Précis dictionnaire orthographique).
Après 1975, Nguyễn Quảng Tuân a approfondi ses connaissances dans le domaine de recherches en Hán Nôm (caractères chinois et caractères démotiques) plus spécialement le Kiều dont il a pu avoir une belle collection de nombreux textes en Nôm.
La Fondation de Conservation de Nôm a honoré Nguyễn Quảng Tuân du "Balaban Award" pour sa contribution exceptionnelle à Nôm étudie en 2010.

## Œuvre
- Chu Mạnh Trinh và Thanh Tâm Tài Nhân Thi Tập (1953)
- Bộ sách Giảng Văn bậc trung học (1957-1973)
- Giản Yếu Chính Tả Tự Vị Dối Chiếu (1958)
- Phan Văn Trị: Con Người và Tác Phẩm (1986. Soạn chung với Nguyễn Khắc Thuần)
- Từ Ngữ Thơ Văn Nguyễn Đình Chiểu (1987. Soạn chung với Nguyễn Khắc Thuần)
- Từ Điển Lục Vân Tiên (1989. Soạn chung với Nguyễn Khắc Thuần)
- Thơ Đường (Tản Đà dịch): Sưu Tầm, Hiệu Đính, Dịch Nghĩa, Chú Thích (1989. Tái bản 2002)
- Những Ngôi Chùa Danh Tiếng (1990)
- Từ Điển Các Từ Tiếng Việt Gốc Pháp (1992)
- Những Ngôi Chùa ở Thành Phố Hồ Chí Minh (1993)
- Những Ngôi Chùa ở Nam Bộ (1994)
- Tổng Tập Văn Học Việt Nam: Truyện Kiều - Chiêu Hồn (Tập 12)
- Tổng Tập Văn Học Việt Nam: Hoa Tiên - Sơ Kính Tân Trang - Mai Đình Mộng Ký (Tập 13A)
- Tổng Tập Văn Học Việt Nam: Chinh Phụ Ngâm Khúc - Cung Oán Ngâm Khúc - Ai Tư Vãn - Thư Dạ Lữ Hoài Ngâm - Tự Tình Khúc - Tỳ Bà Hành - Trường Hận Ca - Chúc Cẩm Hồi Văn (Tập 13B)
- Chữ Nghĩa Truyện Kiều - Khảo Luận (1994)
- Truyện Kiều: Khảo Đính và Chú Giải (1995)
- Nguyễn Du Toàn Tập (Soạn chung với Giáo Sư Tiến Sĩ Mai Quốc Liên) (1996)
- Nguyễn Trãi Toàn Tập (Soạn chung với Giáo Sư Tiến Sĩ Mai Quốc Liên, ...) (1999)
- Tìm Hiểu Nguyễn Du và Truyện Kiều - Biên Khảo (2000)
- Truyện Kiều: (Bản Nôm) Liễu Văn Đường -1871, Phiên Âm và Khảo Dị (2002)
- Truyện Kiều: (Bản Kinh) Bản Viết Tay - 1870, Phiên Âm và Khảo Dị (2003)
- Truyện Kiều: (Bản Nôm) Cổ Nhất - 1866, Phiên Âm, Khảo Dị và Chú Thích (2004)
- Truyện Kiều: (Bản Nôm) Bản Duy Minh Thị - 1891(1872) (2010)
- Tiếng Tri Âm: Thơ - Ca Trù (2000)
- Tập Kiều: Vịnh Kiều - Ca Trù (Sáng tác) (2002)
- Ca Trù - Thú Xưa Tao Nhã (2003)
- Ca Trù - Hồn Thơ Dân Tộc (2005)
- Ca Trù - Cung Bậc Tri Âm (2007)
- Ca Trù - Thơ Nhạc Giao Duyên (2008)
- Lục Vân Tiên - Bản Nôm Cổ Nhất (2008)

- Plus de 400 articles de recherche publiés dans des magazines : Journal de la Littérature à Hanoi, Magazines Han Nom, Lumières Weekly Report, Tập Văn (Comité central culturel Église bouddhique du Vietnam), Magazines Voyageur, Arts Magazine, Magazine du savoir d'aujourd'hui, Journal de la Recherche et le Développement (Hue), le magazine Soul Vietnam ...

## Prix
- Balaban Prix 2010 par la Fondation de Conservation de Nôm

## Article
- Problème de la protection du droit d'auteur Nguyễn Quảng Tuân.